# Dimitrie Cuclin
Dimitrie Cuclin (né le 5 avril 1885 à Galați, en Roumanie – mort le 7 février 1978 à Bucarest) est un compositeur roumain.

## Œuvres
- Soria (1911)
- Ad majorem feminae gloriam (1915)
- Trajan and Dochia (1921)
- Agamemnon (1922)
- Bellerophon (1925)
- Meleagridele (1958)